# آراز (گروه موسیقی)
آراز نام یک گروه موسیقی بین‌المللی در تبریز به سرپرستی رحیم شهریاری می‌باشد که موسیقی پاپ، فولکوریک و سنتی آذربایجانی را اجرا می‌کنند. عموماً در گروه موسیقی آراز اعم از مردان و زنان به هنگام اجرای برنامه‌های خود از لباس آذربایجانی بهره می‌گیرند. گروه آراز کنسرت‌های متعدد داخلی را در شهرهای آستارا، تبریز، زنجان، اردبیل ارومیه، کرج، فرهنگسرای بهمن و برج میلاد تهران و کنسرت‌های خارجی را در اروپا، کانادا، آمریکا به همراه ارکستر بزرگ کالیفرنیا برگزار کرده‌است. شهریاری در برنامه‌های خود از دو هنرمند اهل جمهوری آذربایجان نیز استفاده می‌کند. وی کار تدوین و ضبط آثارش را در باکو و ترکیه پیگیری می‌کند. رحیم شهریاری برگزاری کنسرت در اردبیل و ارومیه را سخت تر از همه جای دنیا توصیف کرده‌است. نام آراز برگرفته از نام ترکی ارس می‌باشد.

## اعضا
اعضای اصلی تشکیل دهنده گروه موسیقی آراز:
- رحیم شهریاری (سرپرست و خواننده و گارمون)
- کاوه خجسته (تار)
- سعید میرزازاذه (کمانچه)
- محمد سبکدستی (گارمون)
- امان الله عباد اف (بالابان) جمهوری آذربایجان
- مطلب حسین اف (ویولن) جمهوری آذربایجان
- پیمان حمیدی (باس)
- حمید جدیری (ارگ و پیانو)
- اتابک دهقان(ارگ)
- حمزه شهریاری (کلارینت)
- محمد حسین افشاری (نقاره)
- بهمن میرزازاده (تار و گیتار)
- محمد رضا زبری (وی درام)
- امیل عباسی مهر (گیتار باس)
- بهمن میرزازاده (تار و گیتار)
- معصومه شجاعی (همخوان)
- رها حکمی (همخوان)
- پروانه کاردوست (همخوان)
- رها حکمی (همخوان)
- شیرین راد (همخوان)